# Catedral de San Felipe de Birmingham
La Iglesia Catedral de San Felipe es la catedral de la Iglesia de Inglaterra y la sede del obispo de Birmingham. St Philip's, construida como iglesia parroquial y consagrada en 1715, se convirtió en la catedral de la recién formada Diócesis de Birmingham en 1905. St Philip's fue construida a principios del siglo XVIII en estilo barroco por Thomas Archer y está ubicada en Colmore Row, Birmingham, Inglaterra. La catedral es un grado I edificio protegido.

## Historia

### Fundación
La iglesia de San Felipe se planeó cuando la cercana iglesia medieval de San Martín en la plaza de toros se volvió insuficiente para albergar a su congregación debido a la creciente población de Birmingham. El terreno, anteriormente llamado Barley Close, fue donado por Robert Philips en 1710. Es uno de los puntos más altos del distrito y se dice que está al mismo nivel que la cruz de la Catedral de San Pablo en Londres. Después de una ley del Parlamento, la construcción comenzó en 1711, según el diseño de Thomas Archer,  y estaba lista para la consagración en 1715, cuando se dedicó al apóstol Felipe.en homenaje al benefactor Robert Philips. Parece haber sido la primera iglesia de Archer, aparte de un presbiterio reconstruido en Chicheley que se le atribuye. Se estimó que la construcción costó £ 20,000, pero la cifra final fue de solo £ 5,012. (equivalente a £ 790.000 en 2019).  Esto se debió a que muchos de los materiales fueron donados y transportados al sitio sin costo alguno. St Philip's sirvió como iglesia parroquial desde 1715 hasta 1905.
La iglesia contenía la biblioteca parroquial de San Felipe, que fue legada a la iglesia por William Higgs. En 1792, Spencer Madan construyó una sala de biblioteca junto a la casa parroquial y fue nombrada Biblioteca Parroquial.

### Catedral
Con el crecimiento de las ciudades industriales en los siglos XVIII y XIX, se produjo un consiguiente aumento del número de parroquias y la necesidad de nuevos centros administrativos. Birmingham se convirtió en una ciudad en 1889. Mientras que las ciudades de Liverpool y Truro construyeron nuevas catedrales, en varias otras ciudades las iglesias existentes y las antiguas abadías fueron elevadas al estado administrativo de catedrales. A través de las acciones del estadista Joseph Chamberlain y el obispo de Worcester, Charles Gore, St Philip's se convirtió en la Catedral de Birmingham en 1905, con Charles Gore como su primer obispo.

### Segunda Guerra Mundial
Durante la Segunda Guerra Mundial, la catedral fue bombardeada y destruida el 7 de noviembre de 1940. Sus tesoros más importantes, varias ventanas de Edward Burne-Jones, habían sido removidas en las primeras etapas de la guerra por la Sociedad Cívica de Birmingham, y fueron reemplazados ilesos, cuando el edificio fue restaurado en 1948.

## Arquitectura

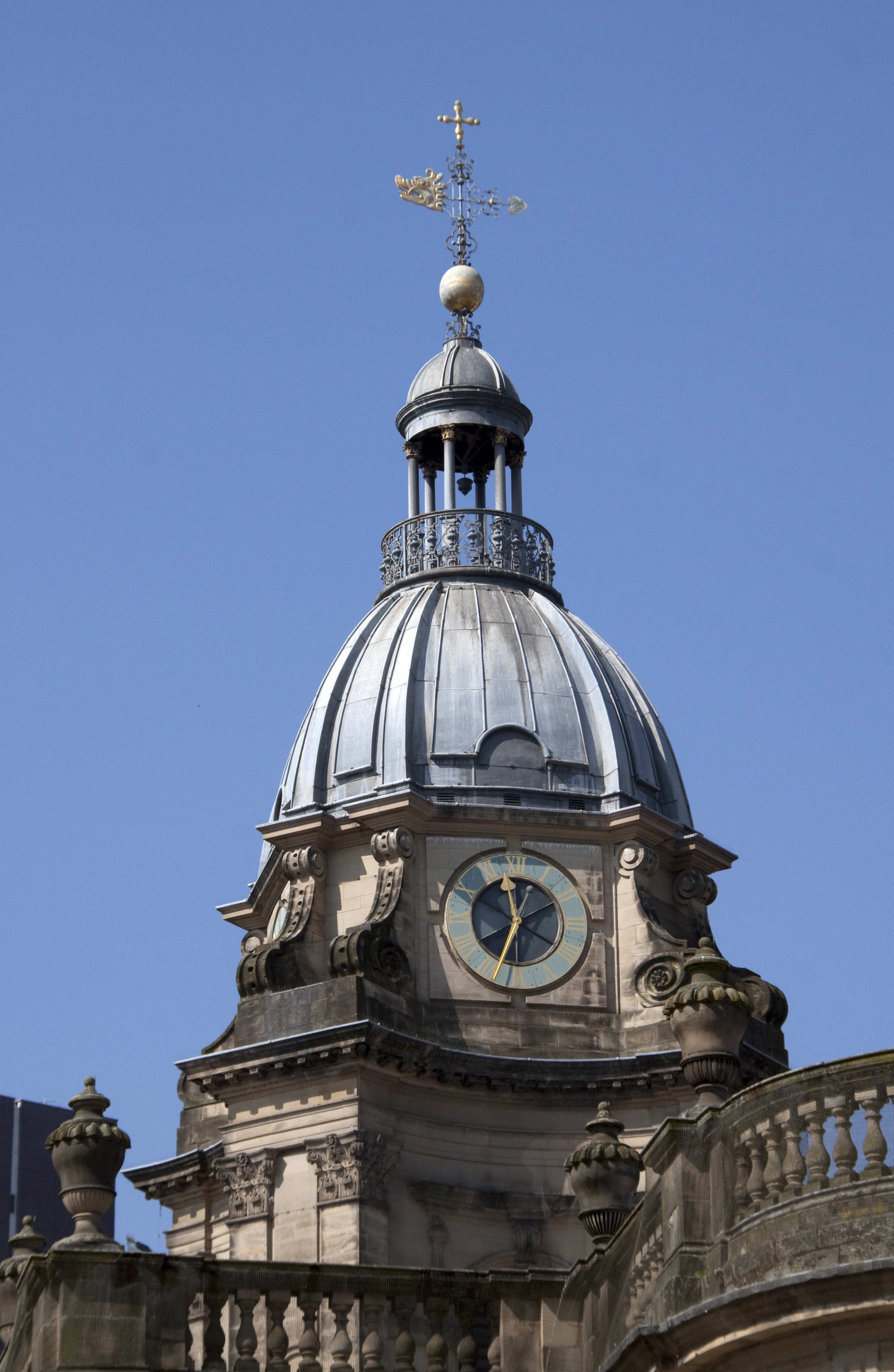
La cúpula de la torre occidental

St Philip's fue diseñado por Thomas Archer y construido entre 1711 y 1715. La torre se completó en 1725, y las urnas en el parapeto se agregaron en 1756. Archer había visitado Roma y su diseño, de estilo barroco, está influenciado por las iglesias. de Borromini, siendo bastante más italianizante que las iglesias de Christopher Wren.  El interior de la iglesia de salón rectangular tiene pasillos separados de la nave por pilares acanalados de forma clásica con capiteles toscanos que sostienen una arcada coronada por una cornisa muy saliente.. Las galerías de madera se extienden entre los pilares de una manera típica de las iglesias barrocas inglesas.
Externamente, las altas ventanas están intercaladas por pilastras en bajo relieve, que sostienen una balaustrada al nivel del techo con una urna que se eleva sobre cada pilastra. El extremo occidental está marcado por una única torre que se eleva por etapas y está coronada por una cúpula cubierta de plomo y una delicada linterna. El edificio es de ladrillo y está revestido con piedra extraída de la finca de Archer en Umberslade.
El presbiterio, con vidrieras de Edward Burne-Jones
El ábside oriental poco profundo original fue ampliado en 1884-1888 por JA Chatwin en un presbiterio mucho más grande,  articulado por columnas corintias fuertemente salientes. Este atrevido diseño se enriquece con las superficies de mármol de las columnas y pilastras, el dorado de los capiteles y la cornisa y el artesonado ornamentado. Chatwin también renovó el exterior del edificio porque la piedra de la cantera original era muy blanda.  La torre fue reformada en 1958-59.
Edward Burne-Jones, que nació en las cercanías de Bennett's Hill y fue bautizado en la iglesia, contribuyó a la mejora de St Philips mediante la donación de varias ventanas, de las cuales tres están en el extremo este. La ventana oeste, también de Burne-Jones, se dedicó en memoria de Henry Bowlby en 1897. 
El obelisco de Burnaby
Seis de los monumentos tienen listados de patrimonio, incluido uno que conmemora a dos hombres que murieron durante la construcción del Ayuntamiento de Birmingham y un monumento a las víctimas de los atentados con bombas en los pubs de Birmingham en 1974. La estatua de Thomas Stirling Lee de Charles Gore, vestida con una túnica de convocación con su mano derecha levantada en señal de bendición, se encuentra en la entrada oeste. Un gran obelisco de piedra de Portland conmemora a Frederick Gustavus Burnaby. Además del busto de Burnaby, en relieve, sólo lleva la palabra "Burnaby" y los topónimos fechados "Khiva 1875" y "Abu Klea 1885". Estos se refieren al kanato de Khiva y la batalla de Abu Klea, respectivamente; Lord Charles Beresford inauguró el obelisco el 13 de noviembre de 1885. En1857 se erigió un obelisco rojo anterior para conmemorar la vida y la muerte del teniente coronel Thomas Unett, quien murió liderando a sus hombres durante el asedio de Sebastopol.. Una vez finalizado el edificio Burnaby, se decidió prohibir la adición de monumentos al interior.

## Dean y el capítulo
Al 30 de noviembre de 2020:
- Dean - Matt Thompson (desde la instalación del 30 de septiembre de 2017)
- Canon Precentor - Josephine Houghton (desde la instalación del 11 de mayo de 2019)
- Canon Missioner - Andy Delmege (desde la instalación del 26 de julio de 2020)

## Música

### Órgano
El órgano de la Catedral de San Felipe, Birmingham
El órgano, construido originalmente por Thomas Swarbrick, todavía data en parte de 1715. Fue reparado a finales del siglo XIX y fue trasladado de su posición original en la galería. Ha sido restaurado, ampliado y modernizado varias veces, la más reciente por Nicholson en 1993.  detalles del órgano se pueden encontrar en el Registro Nacional de Órganos de Tubos .

### Organistas
Entre los directores de música y organistas asistentes de la Catedral de San Felipe, Birmingham se encuentran los compositores Charles John Blood Meacham, Richard Yates Mander y Rupert Jeffcoat. Hasta 2018, el director de Música era Marcus Huxley, y el Jefe de Música es ahora David Hardie con Ashley Wagner como Asistente del Jefe de Música.

## Bells
Tras la finalización de la torre en 1725, José Smith de Edgbaston proporcionó un repique de ocho campanas que posteriormente se aumentaron a diez, el tenor pesaba aproximadamente 26 quilates (1320 kg). Estas campanas resultaron insatisfactorias porque en 1751 la sacristía decidió que Thomas Lester, de Whitechapel Bell Foundry, en Londres, las volviera a fundir. Las nuevas campanas eran un poco más grandes que las anteriores, con un tenor que pesaba 29 cwt de largo 0 qr 18 lb (3266 lb o 1481 kg) en la clave de D, un peso total de 125 cwt largo 3 qr 1 lb (14.085 lb o 6.389 kg) y colgado en un marco de madera.
A lo largo de finales del siglo XVIII y XIX, las campanas se utilizaron bien, sin embargo, a partir de 1906, las campanas se habían vuelto insondables, debido en parte a las preocupaciones sobre la seguridad de la torre. El repique se revivió brevemente en 1921, pero cuando la Coronación de 1937 proporcionó el ímpetu para restaurar las campanas, habían vuelto a ser insondables durante varios años.
La restauración de 1937 fue realizada por los fundadores de las campanas de Croydon, Gillett & Johnston, las campanas fueron refundidas y colgadas en un marco de hierro fundido en la base de las grandes ventanas de celosía. La misma fundición fundió dos campanas de agudos adicionales en 1949, regaladas por Frank B Yates, para completar el repique de doce campanas que existe en la actualidad. La campana de tenor pesa 31 cwt de largo y 21 lb (3,493 lb o 1,584 kg) y está en la clave de D.
En 2004, la fundición de campanas de Whitechapel llevó a cabo la renovación y remodelación del marco y los accesorios, incluido un mayor trabajo de refuerzo en el marco superior y la instalación de una galería de observación, a la que se accede desde la puerta del campanario original. Brian Yates, nieto del anterior Frank Yates, fue el principal donante de este proyecto.